# Ulrike Müller
Ulrike Müller (Augsburg, 7 december 1962) is een Duits politica.
Van oktober 2008 tot september 2014 was Müller lid van het deelstaatparlement van Beieren.
Müller is sinds 25 mei 2014 lid van het Europees Parlement voor de Freie Wähler, onderdeel van de fractie Renew Europe. Bij de Europese Parlementsverkiezingen 2019 werd ze herkozen voor een nieuwe termijn.
- Gemeinsame Normdatei: 1020611944
- Virtual International Authority File: 232722583